# Wapen van Zutendaal

Het wapen van Zutendaal (sinds 1956).

Het wapen van Zutendaal is het heraldisch wapen van de Limburgse gemeente Zutendaal. Het wapen werd op 6 november 1956 voor de eerste keer aan de gemeente toegekend en op 21 juni 1994 bij ministerieel besluit herbevestigd.

## Geschiedenis
Hoewel Zutendaal nooit een eigen schepenbank bezat, kent men wel een eigen zegel voor de plaats uit de 18e eeuw met daarop Onze-Lieve-Vrouwe, patrones van de Onze-Lieve-Vrouwekerk (aan het beeld van Onze-Lieve-Vrouw van Zutendaal Heil der Kranken worden genezende krachten toegeschreven), met het Kind Jezus in een met sterren omzaaide stralenkrans. Voorheen gebruikte Zutendaal, dat van het graafschap Loon afhing en vanuit Genk werd bestuurd, het wapen van deze stad als haar zegel: "Gedeeld 1. gedwarsbalkt van tien stukken van goud en van keel 2. in lazuur een Sint-Maarten te paard, zijn mantel delend met een arme, het geheel van goud."
Toen de gemeente voor het eerst haar wapen aanvroeg, koos men er daarom voor om het wapen van Genk als basis te pakken en de tweede helft met Sint-Maarten te vervangen door de beeltenis van de Onze-Lieve-Vrouwe met kind van de 18e-eeuwse zegel. De kleuren van deze laatste zijn - omdat deze niet uit de zegel waren op te maken - enigszins arbitrair gekozen.

## Blazoenering
Het wapen had eerst de volgende blazoenering:
Gedeeld : 1 gedwarsbalkt van goud en van keel van tien stuks wat van het graafschap Looz is; 2 van azuur met een aanziende Heilige Maagd van goud, rechtstaande op een wassenaar van zilver, houdende het Kind Jezus van goud, het geheel geplaatst op een stralenkrans van zilver en omringd van sterren van dezelfde kleur.— 6 november 1956.
De huidige blazoenering luidt:
Gedeeld 1. gedwarsbalkt van tien stukken van goud en van keel 2. in lazuur een Onze-Lieve-Vrouw met kind Jezus van goud, staande op een wassenaar en geplaatst in een mandorla van golvende stralen afgewisseld met vijfpuntige sterren, alles van zilver.— Ministerieel besluit van 21 juni 1994.

## Vergelijkbare wapens

Het wapen van Loon en alle afgeleide wapens daarvan.
Het wapen van Genk.